# Fontenay (Seine-Maritime)
Fontenay település Franciaországban, Seine-Maritime megyében. Lakosainak száma 1783 fő (2022. január 1.). Fontenay Cauville-sur-Mer, Mannevillette, Montivilliers, Octeville-sur-Mer és Rolleville községekkel határos.

## Népesség
A település népességének változása:
| Lakosok száma | 1038 | 1046 | 1130 | 1240 | 1381 | 1521 | 1664 | 1743 | 1783 |
|               | 2013 | 2015 | 2016 | 2017 | 2018 | 2019 | 2020 | 2021 | 2022 |